# البرابرة (مسلسل)
البرابرة (بالألمانية: Barbaren) هو مسلسل ألماني من تأليف أندرياس هيكمان وآرني نولتينغ وجان مارتن شارف ومن بطولة لورانس روب، وجان غورسو وديفيد شوتر. يحكي المسلسل عن معركة غابة تويتوبورغ وقصتها الدرامية.
تم عرض المسلسل على نتفليكس في 23 أكتوبر 2020.

## طاقم العمل
- لورانس روب[الإنجليزية] بدور أرمينيوس، زعيم قبيلة الشيروسكي الألمانية
  - فين رايتر[الألمانية] بدور أرمينوس الصغير (الموسم الأول)
  - بنديكت كالشر بدور أرمينيوس الصغير (الموسم الثاني)
- جان غورسو بدور توسنيلدا، زوجة أرمينيوس
  - ديانا ميسكوفيتش[الألمانية] بدور توسنيلدا الصغيرة (الموسم الأول)
- ديفيد شوتر[الإنجليزية] بدور فولكفين فولفسبير (الموسمان 1–2)، صديق أرمينيوس وتوسنيلدا
  - دانيال كازاس بدور فولكفين فولفسبير الصغير (الموسم الأول)
- نيكي فون تمبلهوف[الألمانية] بدور سيغيمير[الإنجليزية]، والد أرمينيوس وزعيم قبيلة الشيروسكي (الموسم الأول)
- برنهارد شوتز[الألمانية] بدور سيغيستس[الإنجليزية]، والد توسنيلدا (الموسمان 1–2)
- إيفا مولر[الألمانية] بدور إرمينا، والدة توسنيلدا (الموسمان 1–2)
- غايتانو أرونيكا[الإنجليزية] بدور فاروس، القائد الروماني المُعسكِر بجرمانيا (الموسم الأول)
- فلوريان شميتكي[الألمانية] بدور تاليو، مرتزقة ألماني يخدم بالجيش الروماني
- صوفي رويس بدور رونا، عرافة جرمانية (الموسم الأول)
  - إلكنور بويراز[الألمانية] بدور رونا (الموسم الثاني)
- دانيال دونسكوي[الألمانية] بدور فلافوس[الإنجليزية]، شقيق أرمينيوس الأصغر (الموسم الثاني)
  - صامويل غيراردي بدور فلافوس الصغير (الموسم الثاني)
- غابرييل ريتسولي بدور غايوس، ابن أرمينيوس (الموسم الثاني)
- جيوفاني كارتا بدور تيبيريوس، القائد الروماني المُعسكِر بجرمانيا وابن الإمبراطور أغسطس بالتبني (الموسم الثاني)
- أليساندرو فيلا بدور جرمانيكوس، قائد روماني وابن تيبيريوس بالتبني (الموسم الثاني)
- موراثان موصلو[الألمانية] بدور ماربود، زعيم قبيلة الماركوماني الألمانية (الموسم الثاني)
  - إلياس المتوكل[الألمانية] بدور ماربود الصغير (الموسم الثاني)

## روابط خارجية
- البرابرة على موقع IMDb (الإنجليزية)
- البرابرة على موقع روتن توميتوز (الإنجليزية)
- البرابرة على موقع نتفليكس (الإنجليزية)
- البرابرة على موقع كينوبويسك (الروسية)
- البرابرة على موقع ألو سيني (الفرنسية)
- البرابرة على موقع قاعدة بيانات الفيلم (الإنجليزية)